# Marko Momčilović
Marko Momčilović (in serbo Марко Момчиловић?; Leskovac, 11 giugno 1987) è un calciatore serbo, difensore del Dubočica Leskovac.

## Palmarès

### Club

#### Competizioni nazionali
- Coppa di Lega rumena: 1

Steaua Bucarest: 2015-2016
- Coppa di Romania: 1

FCSB: 2019-2020